# 白岩伸介
白岩 伸介（しろいわ しんすけ、1935年7月18日 - ）は日本画家、教育者。本名は圭介(けいすけ) 。

## プロフィール
福島県常葉町生まれ。東京藝術大学日本画科卒・専攻科修了。青郁会、鎌倉会所属。前田青邨、平山郁夫、須田珙中に師事。日本美術院院友。魚と人との関係のテーマの作品多数、その他ヨーロッパ風景画等。昭和49年、高松塚古墳復刻プロジェクトに携わる（白虎担当）農林水産省分室会議室、長官室、ウズベキスタン・日本人材開発センター等に飾られている。

## 代表作
- 高松塚古墳模写 白虎